# Baseball Livorno
Il Livorno Baseball Club è una società di baseball che partecipa al Campionato FIBS di Serie C Nazionale, fondata nella città di Livorno nel 1948 da Alfredo Sisi.

## Organigramma
- Presidente: Luciano Vitiello
- Vicepresidente: Andrea Fioravanti
- Segretario: Mario Gentini
- Consigliere: Mario Falaschi
- Consigliere: Shirab Spignese
- Responsabile Tecnici: Stefano Cavallini
- Rappresentante degli Atleti: Matteo Piacentini
- Responsabile Marketing & Eventi: Massimiliano Geri

SERIE B | STAFF TECNICO
- Manager: Marco Duimovich
- Pitching Coach: TBA
- Hitting Coach: Marco Andreini
- Coach: Corrado Festelli
- Coach: Stefano Cavallini
- Coach: Luca Luschi
- Dirigente Accompagnatore: Andrea Barni

## Storia

### 1948-2000
La squadra labronica è stata fondata nel 1948 col nome di Baseball Club Livorno. Nel 1950 le altre due squadre cittadine, i "Diavoli rossi" e i "Green devils", si fusero con il B.C. Livorno. Alfredo Sisi è stato il primo Presidente della società sportiva, restandone alla guida in maniera quasi ininterrotta fino al 2000.
Tra fasi alterne la squadra raggiunse un momento importante nel 1991 quando, con la costruzione del nuovo Stadio Comunale del Baseball di Banditella, la società ricevette una spinta propulsiva determinante che porterà la prima squadra al raggiungimento della serie A1. Il Baseball Club Livorno, raggiungerà poi la massima serie una seconda volta, nel 1996, anche se per un solo anno. Dal 1997 per la squadra ha inizio una fase in discesa. Dopo 5 anni trascorsi in serie A2, i labronici finiscono in serie B.

### 2000-2007
Dall'anno 2000 il Presidente della società diventa Antonio Martini. Dopo quattro difficili anni, il BC Livorno riesce a raggiungere la tanto desiderata promozione in serie A2 nella stagione 2005. La società a questo punto della sua storia si chiama "Nuovo Baseball Club Livorno".
Il 2006 è anno di transizione che vede la squadra posizionarsi a metà classifica nel proprio girone.
Il 2007 è un anno particolare: a corto di fondi, la squadra si affida esclusivamente all'apporto delle giovani: la squadra si classifica all'ultimo posto del proprio girone di A2 retrocedendo automaticamente in serie B.